# وادی زهور
وادی زهور (به عربی: وادي الزهور) یک شهرداری در الجزایر است که در استان سکیکده واقع شده‌است.